# Port lotniczy Kowno
Port lotniczy Kowno (lit. Kauno oro uostas, kod IATA: KUN, kod ICAO: EYKA) – międzynarodowe lotnisko w Kownie. Jest to drugi co do wielkości port lotniczy Litwy.
Port lotniczy Kowno leży w Kormiałowie, 15 km na północny wschód od Śródmieścia.
Od maja 2010 linia lotnicza Ryanair ma tutaj swoją bazę.

## Linie lotnicze i połączenia
| Linia lotnicza | Kierunek |
| -------------- | --- |
| Ryanair        | 1. Alicante 2. Berlin-Brandenburg (od 31 marca 2024) 3. Bratysława 4. Bristol 5. Dublin 6. Edynburg 7. Kolonia/Bonn 8. Kopenhaga 9. Liverpool 10. Londyn-Luton 11. Londyn-Stansted 12. Mediolan-Bergamo 13. Malaga 14. Pafos 15. Shannon 16. Sztokholm-Arlanda 17. Warszawa-Modlin (od 15 kwietnia 2024) Sezonowo: 1. Bari 2. Bruksela-Charleroi 3. Göteborg 4. Madryt 5. Neapol 6. Palma de Mallorca 7. Piza (od 31 marca 2024) 8. Rimini 9. Rodos 10. Zadar (od 1 czerwca 2024) |
| Wizz Air       | 1. Londyn-Luton |